# Criptopórtico de Las Gabias
El criptopórtico de Las Gabias, anteriormente analizado como baptisterio, es una estructura subterránea situada en el municipio español de Las Gabias, provincia de Granada, que forma parte del conjunto arqueológico de la villa romana homónima, que contiene otras edificaciones aún sin excavar. A pesar de que la villa romana comienza su actividad desde el siglo I, se piensa que el criptopórtico data de mediados del siglo IV a tenor de la rica decoración que albergaba, desaparecida en su mayor parte actualmente.
Aunque el yacimiento ya fue protegido como Monumento en 1931, en 2004 fue inscrito como Bien de Interés Cultural en la categoría de zona arqueológica.

## Historia
El yacimiento fue descubierto en 1920 por Francisco Serrano Rodríguez, agricultor de  Gabia Grande, labrando una finca en el paraje de la Matagrande del pago Viernes. Rodríguez halló lo que en principio creía que era una mina, resultando ser parte de lo que quedaba de un criptopórtico romano único en España. Realizó las primeras excavaciones por su cuenta, empleando para ello varios peones de la localidad. Al fallecer, la propiedad fue heredada por sus descendientes que se han hecho cargo de la custodia del monumento.
La primera excavación técnica fue realizada por el arqueólogo Juan Cabré Aguiló, designado director de la excavación el 8 de mayo de 1921 con un presupuesto de 7.000 pesetas, quien llegó al yacimiento un año más tarde y descubrió el mal estado en el que se encontraba. Los estudios publicados por Cabré fueron ratificados por el también arqueólogo Leopoldo Torres Balbás, quien en 1929 reconstruyó algunas partes del complejo para evitar los continuos saqueos que se estaban produciendo en el monumento. Para ello, reconstruyó las escaleras de acceso, la cúpula de las escaleras de caracol y la gran cúpula central con restos que se encontraban in situ (proceso denominado anastilosis). Según Cabré, estos restos pertenecieron a un posible «baptisterio bizantino», aunque en los años 1980 Manuel Capel Margarito declaró que las ruinas pertenecieron a una síntesis de capilla, baptisterio, mausoleo y vivienda del siglo V. No obstante, las últimas investigaciones apuntan a la funcionalidad de la estructura como criptopórtico del siglo IV.
Tras el fallecimiento de Encarnita, la última heredera de Francisco Serrano, sin descendencia en 2018, la propiedad del criptopórtico pasó a manos de la Delegación de Hacienda, quien decidirá su titularidad municipal, autonómica o estatal. A finales de noviembre de 2020 se diseñó un proyecto con un presupuesto de 7.500 euros para vallar y limpiar el monumento.

## Descripción

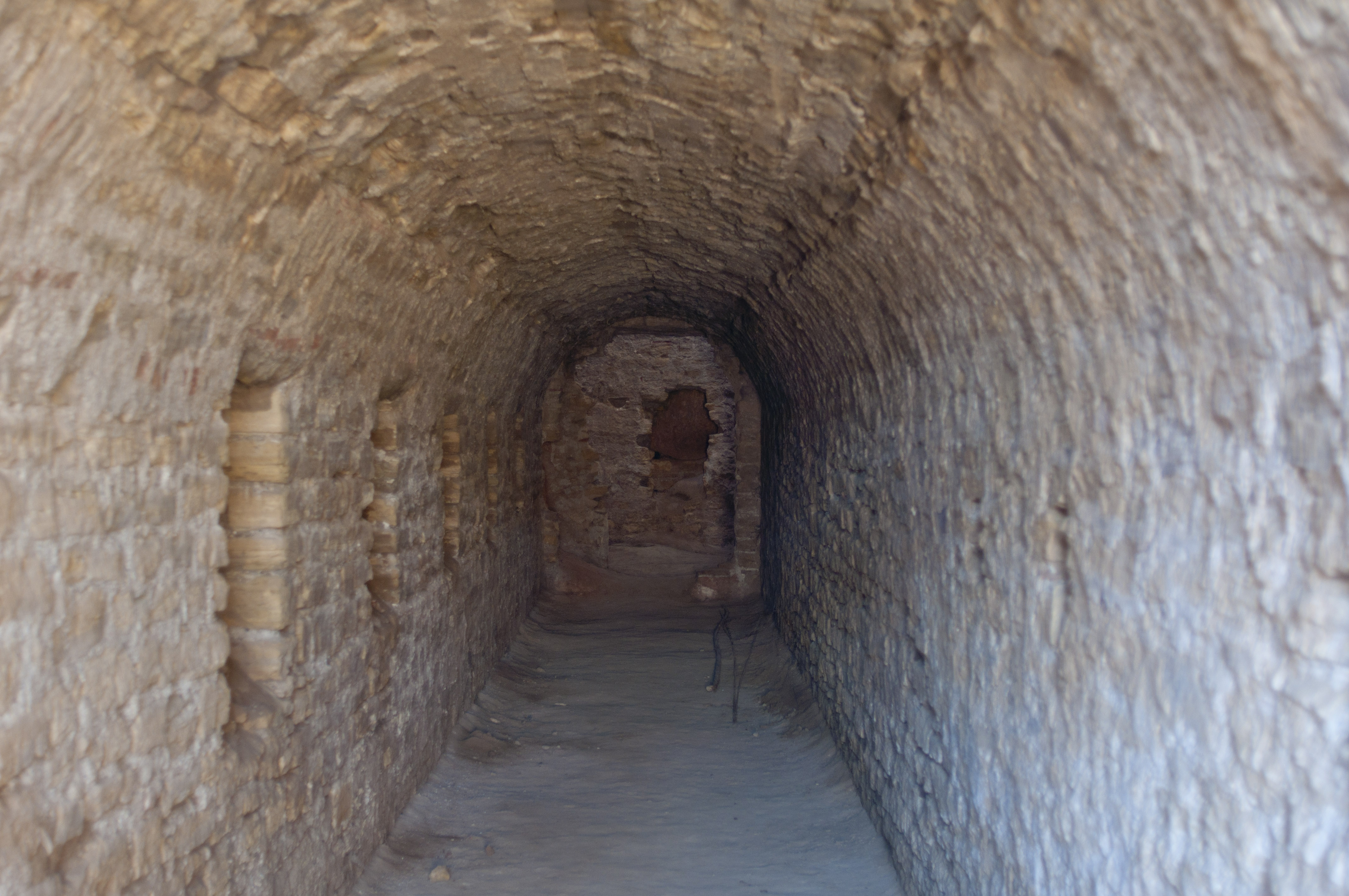
Túnel de acceso a la sala principal.

Del monumento se conserva una cámara cuadrada precedida por una larga galería hecha de mampostería también construida bajo tierra. Esta galería, de 2,1 m de ancho por 2,8 m de alto, y con una longitud conservada de 30,5 m, tiene una cubierta con bóveda de cañón y siete tragaluces situados a un metro de altura del suelo.
A través de una puerta de 1,6 m de vano por 1,9 m de profundo, se accede a la cámara, que también conecta directamente con la superficie por medio de una escalera de caracol, situada en el ángulo noreste, de la que se conservan diecinueve peldaños hechos de piedra arenisca. La cámara presenta una planta de 4,2 por 3,8 metros, con ábside rectangular en la pared opuesta a la escalera. El ábside sobre-elevado mide 2,7 por 1,35 m y tiene una altura de 2,80 m, con cubierta abovedada. La cámara presenta una ventana abocinada en la parte alta de cada una de las paredes y, al parecer, se cubría mediante cúpula, aunque ésta no se ha conservado. En el centro de la cámara existía una pequeña pileta octogonal a la que llegaba mediante una tubería de plomo una conducción de agua procedente de la superficie y empotrada en la pared del ábside.
En la cámara se desarrollaba una decoración mixta combinando mosaico y opus sectile de la que se ha perdido la mayor parte. De esta decoración, según los resultados de la excavación llevada a cabo por Juan Cabré Aguiló en 1922, aún podía verse parte del zócalo, construido por una franja de placas de mármol blanco lisas, de 3 dm de altura para la cámara y algo menos para el ábside. Sobre este zócalo se localizaron en algunos lugares placas de serpentina y otros mármoles de colores distintos, de unos 4 cm de anchura. También se sabe que en el arranque de la bóveda del ábside aparecieron restos de un mosaico policromo con profusión de teselas de pasta vítrea, y que en la pared del fondo del mismo existían dos hornacinas.

## En los medios
El criptopórtico se popularizó debido a su aparición en dos ocasiones en la televisión nacional española. La primera ocasión, en el programa Crónicas marcianas en 2002, el reportero Javier Cárdenas realizaba una entrevista en tono de humor a las nietas del descubridor. Sin embargo, el reportaje de Callejeros en 2006 tuvo mucha más repercusión y se convirtió en un fenómeno de internet.